# 屈尼耶尔
屈尼耶尔（法語：Cuignières，法語發音：[kɥiɲɛʁ]）是法国瓦兹省的一个市镇，位于该省中部略偏北，属于克莱蒙区。

## 地理
屈尼耶尔（49°27'3"N, 2°28'24"E）面积6.24 平方千米，位于法国上法蘭西大區瓦兹省，该省份为法国北部内陆省份，北起索姆省，西接厄尔省和滨海塞纳省，南至塞纳-马恩省和瓦兹河谷省，东临埃纳省。
与屈尼耶尔接壤的市镇（或旧市镇、城区）包括：略维莱、阿夫勒希、埃尔坎维莱、拉梅库尔、诺鲁瓦、雷梅库尔、圣雷米昂洛。

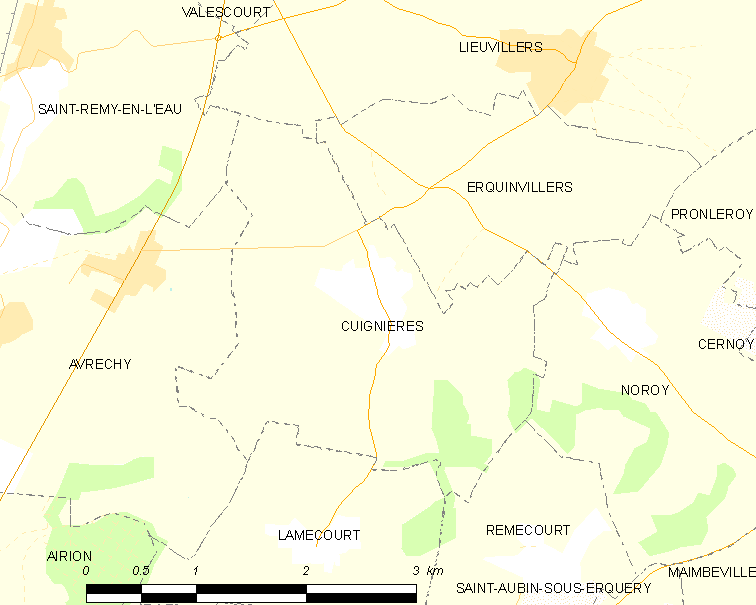
屈尼耶尔的OSM定位图

屈尼耶尔的时区为UTC+01:00、UTC+02:00（夏令时）。

## 行政
屈尼耶尔的邮政编码为60130，INSEE市镇编码为60186。

## 政治
屈尼耶尔所属的省级选区为圣瑞斯特昂绍塞县。

## 人口

1962-2008年间屈尼耶尔人口变化图示

屈尼耶尔于2022年1月1日时的人口数量为266人。